# Димитар Ковачевський
Димитар Ковачевський (мак. Димитар Ковачевски; нар. 1974, Куманово) — македонський політик. Прем'єр-міністр Північної Македонії з 16 січня 2022 року по 28 січня 2024 року. Лідер керівного Соціал-демократичного союзу Македонії з 12 грудня 2021 року.

## Біографія
Народився 1974 року в Куманово. Середню освіту розпочав здобувати в середній школі Гоце Делчева в Куманово, а закінчив у Waterville Elysian Moristtown High School у Вотервіллі, штат Міннесота, США. Закінчив економічний факультет Університет св. Кирила і Мефодія у Скоп'є 1998 року, а 2003 року здобув на тому ж факультеті ступінь магістра. 2008 року закінчив докторантуру на економічному факультеті Університету Чорногорії, де здобув ступінь доктора економіки. 2011 року завершив навчання в Гарвардській школі бізнесу. Пройшов Європейський колоквіум з підприємництва у Мюнхенському технічному університеті 2015 року, закінчив Роттердамську школу менеджменту, Університет Ерасмуса 2016 року та Бізнес-школу EADA у Барселоні 2017 року.
Його батько Слободан Ковачевський був мером Куманово та послом Республіки Македонії в Чорногорії.
Член Соціал-демократичного союзу Македонії з 1994 року.

## Кар'єра
Розпочав трудову діяльність у Македонські Телеком як фінансовий співробітник, а пізніше — координатор регулювання та гармонізації фінансового контролю (1998—2005), згодом його підвищили; директор з маркетингу та управління збутом з 2005 до 2008 року, директор з маркетингових комунікацій з 2008 з 2010 року, директор з комунікацій з 2010 до 2016, директор з продажу житла з 2016 до 2017 року. Входив до комітету міжнародного брендового комітету та комітету з міжнародних комунікацій Deutsche Telekom з 2008 до 2016 року. Був виконавчим директором one.Vip Macedonia (A1 Macedonia) з 2017 до 2018 року. Входив до істеблішменту стартаперських хай-тек компаній з виробництва та розробки елементів для виробництва електроенергії з відновлюваних ресурсів з 2018 до 2020 року. Працював над низкою корпоративних проєктів з реінжинірингу бізнес-процесів та інтеграції. Входив до команд із управління проєктами для впровадження інтегрованої системи управління матеріалами та фінансами SAP та інтегрованої системи управління клієнтами CRM.
Академічну кар'єру розпочав ад'юнкт-асистентом професора в Нью-Йоркському університеті в Скоп'є (2009—2012), а продовжив асистентом професора на факультеті бізнес-економіки та менеджменту в Університеті «Американський коледж Скоп'є» (2012—2018). 2018 року здобув вчене звання асоційованого професора факультету бізнес-економіки та менеджменту цього університету.

## Політична кар'єра
Після дострокових виборів 2020 року Ковачевського призначили заступником міністра фінансів у другому уряді Зорана Заєва. Уряд схвалив призначення 13 вересня 2020 року.
31 жовтня 2021 року Заєв оголосив про відставку посади прем'єр-міністра та лідера Соціал-демократичного союзу Македонії після поразки партії на місцевих виборах 2021 року. Це спричинило нестабільність у крихкій панівній коаліції, яка, втім, пережила спробу опозиційної ВМРО—ДПМНЄ оголосити чинному урядові вотум недовіри. У грудні 2020 року уряд Заєва посилив більшість у парламенті, діставши підтримку чотирьох депутатів партії етнічних албанців «Альтернатива».
12 грудня виграв внутрішньопартійні вибори й обійняв посаду лідера СДСМ, залишивши далеко позаду двох інших кандидатів та змінивши на посаді Зорана Заєва, який обіймав посаду з 2013 року.
27 грудня СДСМ висунув Ковачевського на посаду прем'єр-міністра після того, як парламент погодив відставку уряду Заєва. 28 грудня отримав мандат на формування уряду від президента Стево Пендаровського.
11 січня 2022 року Ковачевський передав склад і програму роботи нового уряду голові Зборів Талату Джафері.
16 січня 2022 року Збори Північної Македонії затвердили новий уряд на чолі з Ковачевським. За це рішення проголосували 62 депутати, проти — 46.